# Abiras
Abiras é uma cidade da República Centro-Africana.
Quando era colonizado pela França, esse país se chamava Haut-Oubangui (depois, Oubangui-Chari), e Abiras foi sua capital de 1894 a 1906, quando foi substituída pela capital atual, Bangui.